# Maladies des plantes

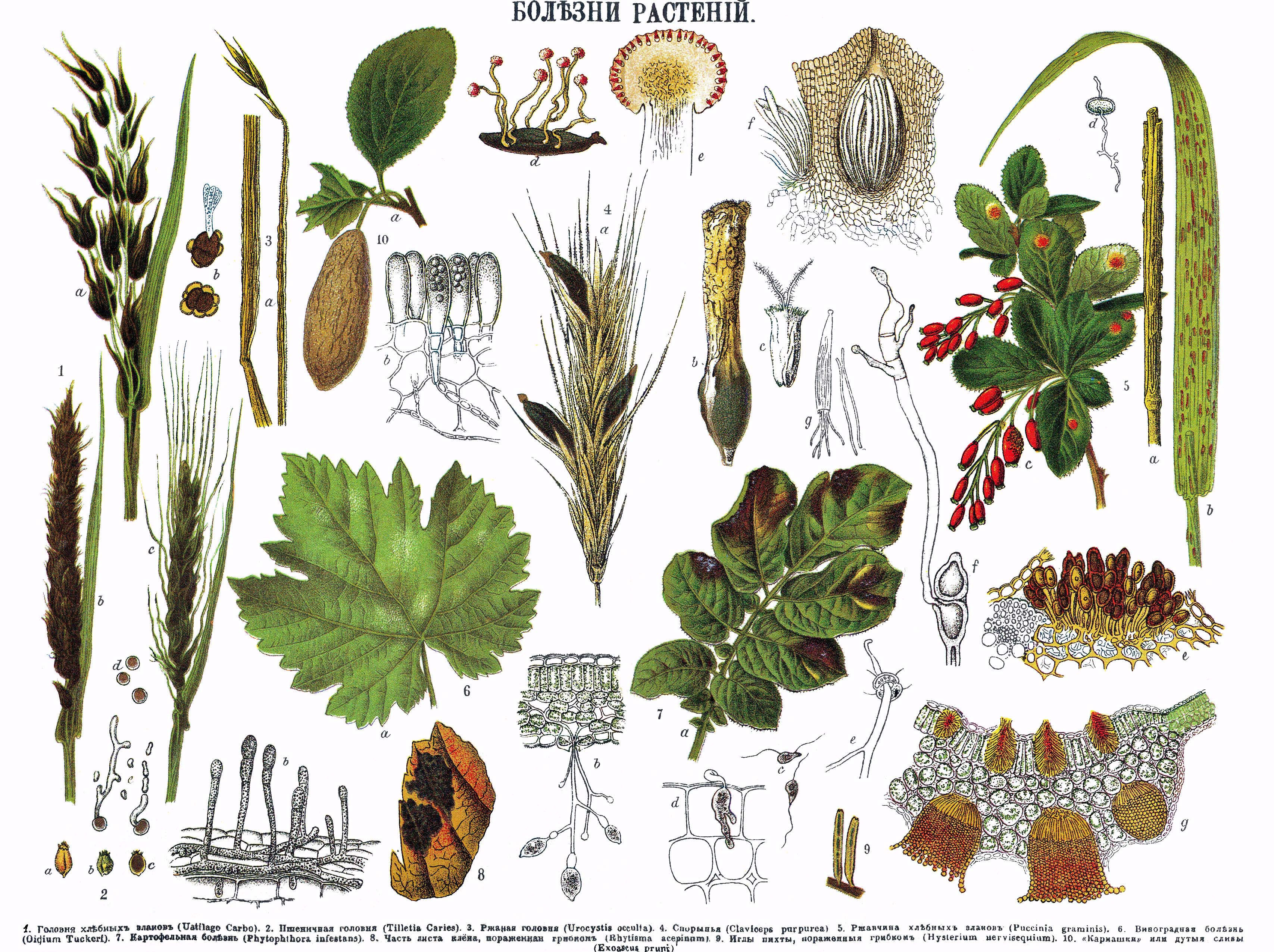
Symptômes de diverses maladies de plantes, illustration extraite de l’Encyclopédie Brockhaus et Efron (1890—1907).

Chez les plantes, la maladie est un état phénotypique anormal, qui présente des écarts, appelés « symptômes », par rapport au phénotype normal attendu, et qui réduit la croissance de la plante, sa productivité et son utilité pour l'homme. On distingue deux grands types de maladies des plantes :
- les maladies biotiques ou infectieuses, causées par des micro-organismes parasites, tels que phytovirus, bactéries ou champignons, et favorisées par certaines conditions environnementales (dégradation des sols,  problèmes hydriques, mauvaise mycorhization[2], dérèglement climatique[3],
- les maladies abiotiques, non-infectieuses, ou désordres physiologiques, généralement causées par des facteurs environnementaux qu'ils soient d'origine naturelle ou anthropique. On peut citer par exemple, les carences en certains nutriments, les accidents climatiques (sécheresse, insolation excessive (échaudure, brûlure solaire), gel, excès d'eau (asphyxie racinaire), etc.), les agressions chimiques (ozone, sel, produits phytosanitaires, etc.), les anomalies génétiques.

Les maladies des plantes sont la source de pertes économiques considérables pour l'agriculture, l'horticulture et la sylviculture, et à ce titre elles sont étudiées par la pathologie végétale (ou phytopathologie).
Les plantes ne sont normalement pas à l'origine de maladies infectieuses, mais un premier cas de transmission à l'homme d'une maladie cryptogamique par une plante a été décrit en 2023,.

## Histoire
Les agriculteurs cherchent depuis plus de 2 000 ans à lutter contre les maladies des plantes. 
Ils l'ont parfois fait dès l'Antiquité en utilisant des substances hautement toxiques pour l'homme et les animaux, par exemple à base de plomb et/ou d'arsenic ou de cuivre, puis — à partir des années 1950 essentiellement — avec des pesticides organochlorés et organophosphorés ou d'autres molécules développées et vendues par l'industrie phytopharmaceutique, ou avec le développement de la lutte intégrée et de l'agriculture biologique avec des méthodes inspirées de la nature et visant à renforcer les défenses immunitaires naturelles des plantes. 
À partir du siècle des Lumières, des sociétés savantes ou agricoles et des académies des sciences ou de l'agriculture cherchent, avec des fonctionnaires, des magistrats, des propriétaires fonciers et des agriculteurs instruits, à mieux comprendre, scientifiquement, les phytopathologies et comment les contrôler ou limiter, non sans polémiques et divergences de points de vue sur l'importance de la météorologie, du terroir, de la physiologie des plantes ou des pratiques culturales. Parmi les auteurs de cette époque figurent Tillet (dès 1755), Aymen, Ginanni, Gleditsch, Needham, Duhamel du Monceau… puis des chimistes (après 1770) tels que Parmentier, Tessier, Lapostolle, Fourcroy qui amélioreront la connaissance du sol et de son importance.
Au XXe siècle, des revues scientifiques ou techniques spécifiquement consacrées à ce sujet existent (Phytoma par exemple pour la littérature francophone), ainsi que des instituts (tels l'INRA en France, où existe aussi une direction de la santé des forêts au sein du ministère de l'Agriculture et des Forêts).
En France, un portail internet (http://ephytia.inra.fr), ouvert et géré par l'INRA est consacré à l'identification des maladies et ravageurs des plantes cultivées (arbres compris).
Ce portail propose des données sur leur biologie, des méthodes de protection, biologiques et/ou alternatives notamment, des conseils d'épidémiosurveillance, des applications mobiles et les sciences participatives dédiées.

## Principales maladies des plantes

### Maladies virales
Exemple :	
- Mosaïques

### Maladies cryptogamiques
Le terme « maladie cryptogamique » est utilisé pour les maladies parasitaires causées par un ou des champignons microscopiques. Ce terme est resté même si certains des micro-organismes responsables ne sont plus classés parmi les champignons.

### Maladies à phytoplasmes

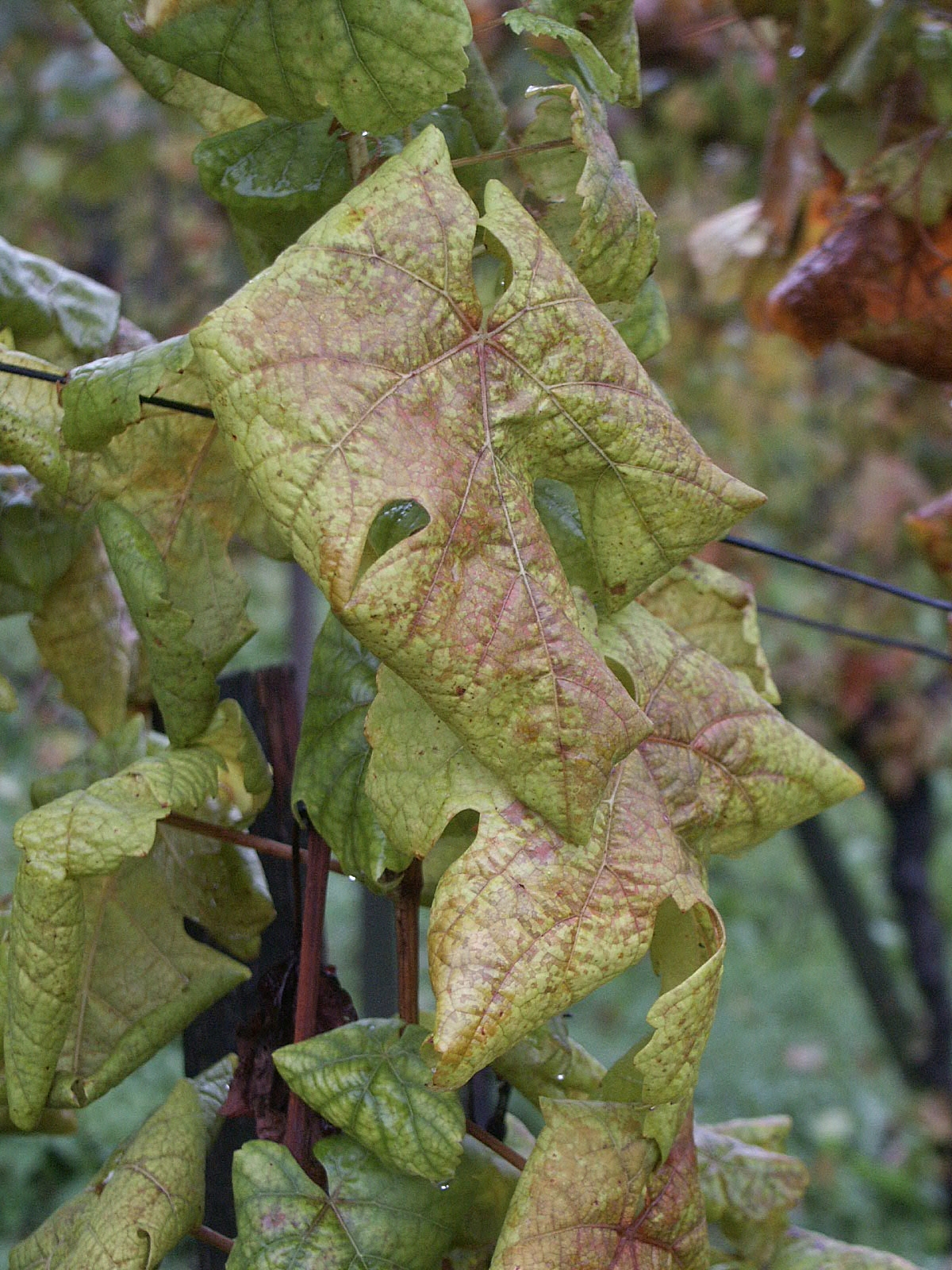
Feuilles de vigne atteinte par la flavescence dorée, maladie causée par un phytoplasme et transmise par une cicadelle.

Les phytoplasmes et spiroplasmes sont un genre de bactéries dépourvues de parois cellulaires, apparentées aux mycoplasmes qui sont des pathogènes pour l'homme. Ensemble, tous ces organismes forment la classe des mollicutes. 
Ils ont aussi tendance à avoir un génome plus petit que celui des bactéries proprement dites.
Ils sont normalement transmis par des insectes suceurs de sève, qui les injectent dans le phloème des plantes où il se reproduisent.

### Maladies à nématodes
Il existe plus de 5 000 espèces de nématodes dans le sol. Beaucoup sont pathogènes. Certains provoquent des gales au niveau des racines des Solanacées. Un moyen de prévention efficace en lutte biologique est l'introduction de tagètes (œillets d'Inde), qui, grâce à leurs exsudats racinaires, ont un effet nématifuge par allélopathie.